# Jerry sonnambulo
Jerry sonnambulo (Jerry, Jerry, Quite Contrary) è un film del 1966 diretto da Chuck Jones e Maurice Noble. È il diciassettesimo dei 34 cortometraggi animati della serie Tom & Jerry prodotti da Jones con il suo studio Sib-Tower 12 Productions. Venne distribuito dalla Metro-Goldwyn-Mayer il 17 febbraio 1966. Il titolo originale del cortometraggio è un gioco di parole della popolare filastrocca inglese Mary, Mary, Quite Contrary.

## Trama
È notte fonda e Tom sta dormendo tranquillo, ma viene svegliato da Jerry sonnambulo. Dopo essere stato rispedito nella tana, Jerry, nuovamente sonnambulo, esce dal buco per tirare la coda di Tom, il quale si sveglia e lo rispedisce all'interno della tana. Più tardi Jerry esce con un coltello, ma per fortuna si sveglia in tempo e, sentendosi in colpa, torna dentro.
Dopodiché Jerry decide di bere molte tazze di caffè per rimanere sveglio, ma finisce per riaddormentarsi. Poco dopo Jerry, di nuovo affetto da sonnambulismo, esce con un mattone e lo lancia contro Tom. Quest'ultimo inghiottisce il mattone e, spazientito, mette Jerry nella tana e blocca l'uscita con un'asse di legno.
Più tardi Jerry, per l'ennesima volta sonnambulo, riesce a uscire dalla tana e lega la coda di Tom con un gomitolo. Jerry subito dopo srotola lungo tutta la casa il filo fino a raggiungere il camino, dove lo lega a un'incudine. Subito Jerry butta l'incudine giù per il camino e Tom, legato al filo, viene trascinato per tutta la casa, finché alla fine cade giù per la canna fumaria. Tom piangendo va a fare le valigie e se ne va di casa, ma, mentre attraversa affaticato un deserto, Jerry ancora sonnambulo lo segue di nascosto.